# Altimir
Altimir (bulgariska: Алтимир) är ett distrikt i Bulgarien.   Det ligger i kommunen Obsjtina Bjala Slatina och regionen Vratsa, i den nordvästra delen av landet, 100 kilometer norr om huvudstaden Sofia.
Trakten runt Altimir består till största delen av jordbruksmark. Runt Altimir är det ganska glesbefolkat, med 45 invånare per kvadratkilometer.